# هانس هاص
هانس هاص (انگلیسی: Hans Hass; ۲۳ ژانویهٔ ۱۹۱۹ – ۱۶ ژوئن ۲۰۱۳) عکاس، تهیه‌کننده فیلم، جانورشناس، فیلم‌نامه‌نویس، مجری تلویزیون، و کارگردان فیلم اهل اتریش بود.